# Лейк-Катерин (Іллінойс)
Лейк-Катерин (англ. Lake Catherine) — переписна місцевість (CDP) в США, в окрузі Лейк штату Іллінойс. Населення — 1279 осіб (2020).

## Географія
Лейк-Катерин розташований за координатами 42°29′9″ пн. ш. 88°7′26″ зх. д. / 42.48583° пн. ш. 88.12389° зх. д. (42.485970, -88.123929).  За даними Бюро перепису населення США в 2010 році переписна місцевість мала площу 3,82 км², з яких 2,41 км² — суходіл та 1,41 км² — водойми.

## Демографія
Згідно з переписом 2010 року, у переписній місцевості мешкало 1379 осіб у 586 домогосподарствах у складі 377 родин. Густота населення становила 361 особа/км².  Було 748 помешкань (196/км²).
Расовий склад населення:
| - 95,1 % — білих - 1,5 % — чорних або афроамериканців - 0,5 % — азіатів - 0,2 % — корінних американців |

До двох чи більше рас належало 1,7 %. Частка іспаномовних становила 4,4 % від усіх жителів.
За віковим діапазоном населення розподілялося таким чином: 19,4 % — особи молодші 18 років, 65,6 % — особи у віці 18—64 років, 15,0 % — особи у віці 65 років та старші. Медіана віку мешканця становила 45,4 року. На 100 осіб жіночої статі у переписній місцевості припадало 101,6 чоловіків;  на 100 жінок у віці від 18 років та старших — 102,4 чоловіків також старших 18 років.
Середній дохід на одне домашнє господарство  становив 80 115 доларів США (медіана — 66 563), а середній дохід на одну сім'ю — 82 032 долари (медіана — 85 341). Медіана доходів становила 50 147 доларів для чоловіків та 43 611 долар для жінок. За межею бідності перебувало 16,2 % осіб, у тому числі 25,5 % дітей у віці до 18 років та 0,4 % осіб у віці 65 років та старших.
Цивільне працевлаштоване населення становило 791 осіб. Основні галузі зайнятості: освіта, охорона здоров'я та соціальна допомога — 20,1 %, мистецтво, розваги та відпочинок — 17,4 %, виробництво — 13,9 %, будівництво — 11,1 %.